# 요도암
요도암(尿道癌, Urethral cancer)은 요도로부터 유래되는 암이다. 이 위치의 암은 드물게 일어나며, 가장 일반적인 유형은 유두 전이 세포암이다. 요도암이 가장 흔하게 일어나는 부위는 구근성 요도이다.

## 징후 및 증상
요도암으로 인해 발생할 수 있는 증상은 다음과 같다. 요도나 오줌에서의 출혈이나 소변의 흐름이 약해지거나 중단된다. 또한 소변을 자주 보게 된다. 또한 요도, 림프절 부종이 일어나고 사타구니 또는 질 부위의 통증이 발생한다.

## 위험 요소
주요 위험 요인은 방광암이나 요도에서 만성 염증을 유발할 때이다.

## 진단
요도암은 횡경도 조직 검사에 의해 진단한다. 요도암의 유형에는 전이 세포 암종, 편평 세포 암종, 선암종, 흑색종이 포함된다.

## 치료
요도암의 가장 흔한 치료 방법은 수술이다. 개방 절제, 전기 절제술, 레이저 수술, 방광 절제술 등을 통하여 치료할 수 있다.
암 세포를 완전히 파괴하기 위해 화학요법을 사용할 수도 있다. 경구 또는 정맥 내 투여되는 전신 요도암 치료(신체 전체의 요도암 세포를 파괴함)이다. 약물은 전이된 요도암을 파괴하기 위해 병용된다. 일반적으로 사용되는 약물에는 시스플라틴, 빈크리스틴, 메토트렉세이트가 사용된다.
부작용으로는 빈혈(피로 유발), 구역 및 구토, 식욕 부진, 탈모, 구강 염증, 감염 위험 증가, 호흡 곤란 또는 과도한 출혈 및 타박상 등이 있다.

## 같이 보기
- 음경암

## 참고
- 전방 요도암
- 음경의 암종